# Ferrante Imperato
Ferrante Imperato (Napoli, 1525 – ...) è stato un farmacista e naturalista italiano.

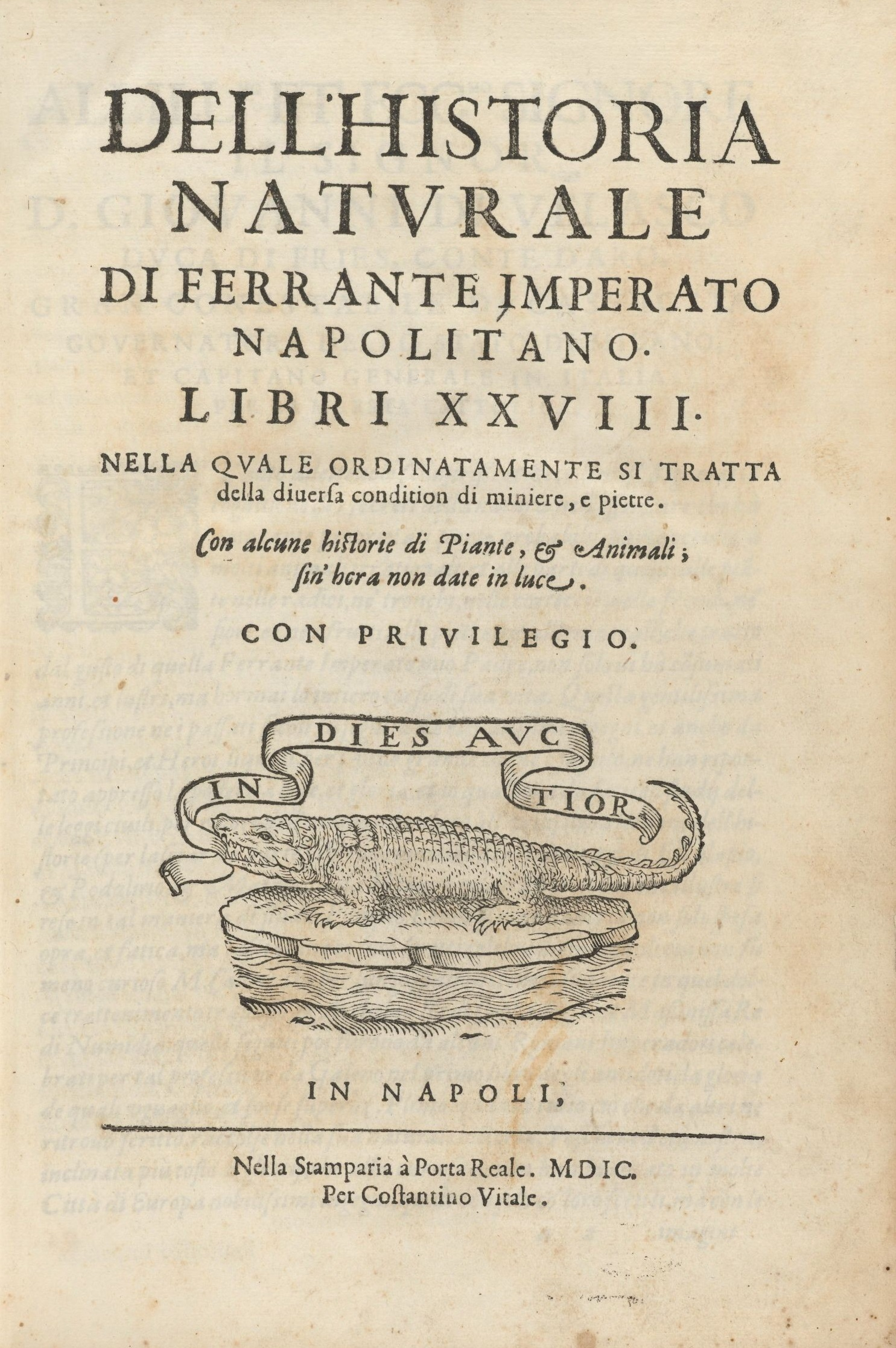
Dell’ Historia Naturale di Ferrante Imperato

Allestì un museo naturalistico presso Palazzo Gravina a Napoli. Il museo divenne uno dei più noti in Europa e fu visitato da numerosi studiosi: inoltre si arricchì grazie alla corrispondenza ed allo scambio di campioni con altri naturalisti europei.
Imperato fu il primo a riconoscere la natura animale dei coralli, prima ritenuti piante che mineralizzavano.
I numerosi viaggi in Italia meridionale gli permisero di raccogliere molti esemplari minerali, vegetali ed animali, ma anche di osservare in dettaglio gli affioramenti geologici. Affermò l'importanza delle acque nel modellamento dei rilievi, interpretò con esattezza la salinità del mare e descrisse le serie stratigrafiche osservate nelle cave di pozzolana.